# توماس دبليو. فريمان
توماس دبليو. فريمان (بالإنجليزية: Thomas W. Freeman)‏ هو سياسي أمريكي، ولد في 1824 في الولايات المتحدة، وتوفي في 24 أكتوبر 1865 في نفس البلد.